# Clara Montagut
Clara Montagut Contreras (Madrid, 13 de abril de 1975) es una diseñadora gráfica, directora de arte y crafter española. Durante su carrera se ha destacado como directora artística de publicaciones como Esquire o Rolling Stone (España), trabajos por los que ha recibido el premio Gràffica y el Ñh de la Society for News Design (SND-E).

## Estudios
Montagut comenzó estudios de Historia del arte en la Universidad Complutense de Madrid (UCM), aunque nunca llegó a graduarse. Al mismo tiempo que cursaba sus estudios universitarios, compaginó su formación entre 1996 y 2000 con un diploma en Diseño gráfico y técnicas de grabado y estampación en la Escuela de Grabado y Diseño Gráfico de la Fábrica Nacional de Moneda y Timbre, donde adquirió dominio en las técnicas de diseño y grabado calcográfico. También se ha formado en fotografía, escultura o tejido.
Durante su etapa formativa entró en contacto con figuras del diseño que posteriormente marcarían su desarrollo profesional. Montagut reconoce las influencias del grabador argentino Luis Seoane, el tipógrafo suizo Adrián Frutiger, o el director de arte estadounidense George Lois.

## Trayectoria
Su trayectoria profesional se desarrolla como diseñadora gráfica, directora de arte y crafter. Ha trabajado como ilustradora y diseñadora en editoriales infantiles y didácticas, iniciando su carrera profesional en la editorial infantil Bayard Revistas.
Montagut trabajó durante casi una década para la editorial Prisa Revistas y dirigió posteriormente el diseño de la revista Rolling Stone durante siete años. Entre 2011 y 2015 fue la directora de arte de la revista Esquire, realizando su primera portada para la revista número 4 con el actor estadounidense Robert de Niro. Bajo su dirección, Esquire ha ganado tres Ñh de la SND. En 2016, pasó como directora de arte a la revista Cambio 16. Además, ha trabajado para editoriales como Spainmedia o agencias de publicidad como MRM McCann.
Participa en diferentes foros, simposios, y jornadas como ponente, como en las VI Jornadas de Diseño de la Escuela de Arte Toledo, o su participación en las XV Jornadas de Fotografía, Edición y Diseño, con la ponencia 'Esquire, diseño y gráfica de la moda masculina'. También ha ejercido como ponente y docente en escuelas de diseño y universidades, como la Facultad de Comunicación de la Universidad de Navarra, la Universidad de Salamanca, la Universidad CEU San Pablo en Madrid o la Universidad Europea de Madrid.
Intercala su trayectoria profesional con su faceta de crafter en el mundo de la costura y del bordado, e imparte talleres de bordado contemporáneo. Organizó en 2014 el primer maratón de tejido en Madrid, que llevó por nombre Lanathon!, por el aniversario de la organización Lanaconnection.
Como defensora del activismo social y de la comunicación emocional, ha desarrollado parte de su labor con ONGs y asociaciones sin ánimo de lucro.

## Reconocimientos
En 1997, Montagut fue la ganadora del premio de grabado en el Certamen de Arte Gráfico para Jóvenes Creadores concedido por la Calcografía Nacional, institución dependiente de la Real Academia de Bellas Artes de San Fernando.
En 2011, la revista Esquire España, durante la etapa de Montagut como su directora de arte, fue nombrada como la revista mejor diseñada de España y Portugal. Dos años más tarde, en 2013, Montagut fue la ganadora de un premio Gràffica, galardón que también recibieron en dicha edición Alex Trochut, Álvaro Sobrino, América Sánchez, Andreu Balius, Astiberri, Atipo, Miguel Gallardo, Jaime Serra y No-Domain.
Además, ese mismo año fue incluida en el ranking Top 10 creado por la Revista Gràffica con motivo del Día Internacional de la Mujer para reconocer a las directoras de arte más destacadas de España, entre las que también incluyó a Patricia Núñez Salmerón, Monika Buch, Astrid Stavro, P.A.R (Iris Tárraga y Lucía Castro), Todaunadama (Inés Arroyo, Ana Martínez y Emanuela Mazzone), Ena Cardenal de la Nuez, Sonia Sánchez, Marta Cerdà y Mara Rodríguez.
Recibió en tres ocasiones, en 2010, 2011 y 2014, el Premio Ñh que otorga anualmente el Capítulo Español de la Society for News Design (SND-E) por la dirección de la revista Esquire.